# 갓바위
갓바위는 갓을 쓴 모양의 바위이다.

## 불상

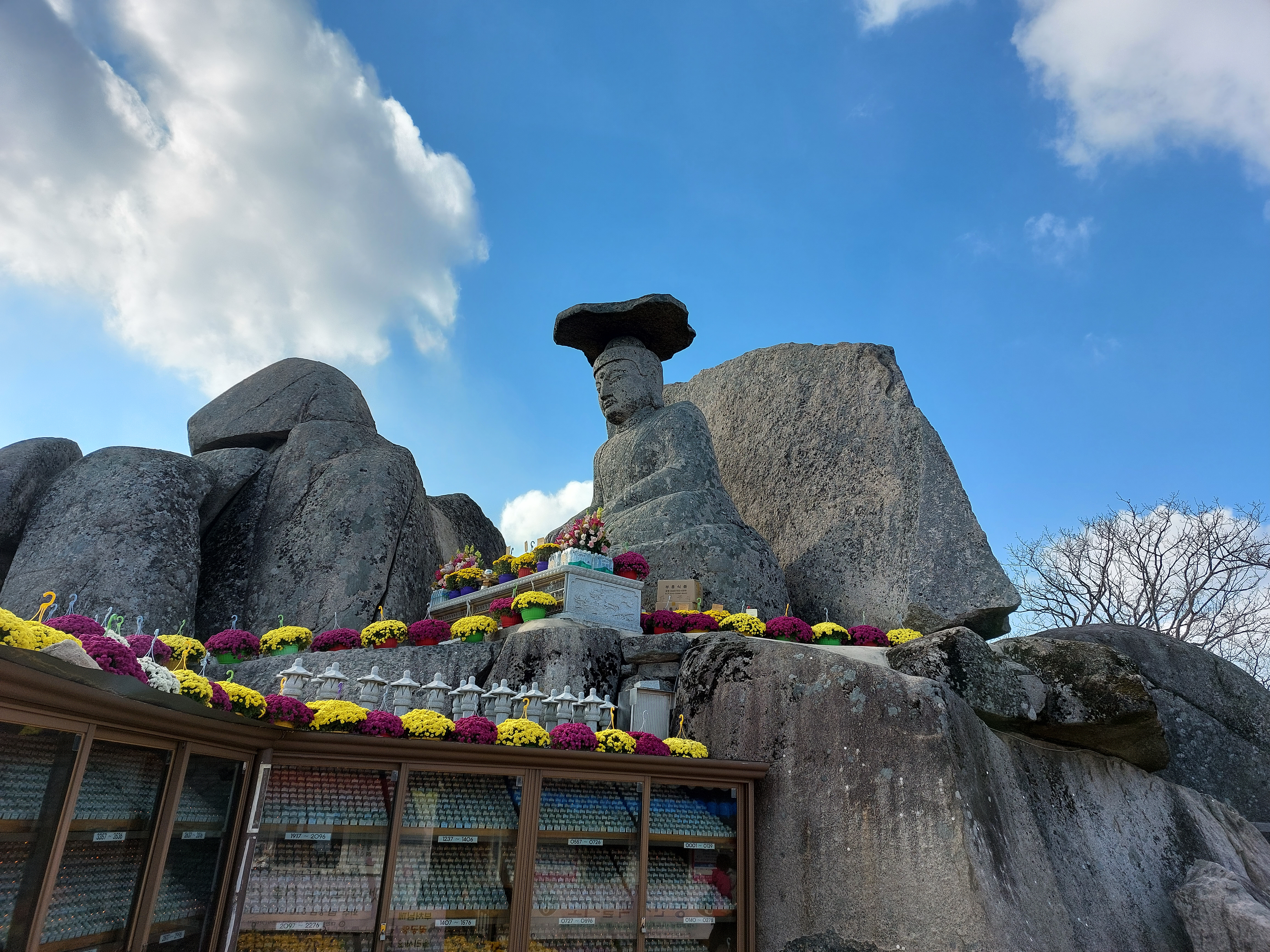
팔공산 선본사 갓바위 불상

- 팔공산 갓바위 : 경상북도 경산시 팔공산 선본사에 있는 보물 제431호 경산 팔공산 관봉 석조여래좌상(慶山 八公山 冠峰 石造如來坐像)이다.

## 자연석
- 목포 갓바위 : 전라남도 목포시 용해동 86-24번지 소재(천연기념물 제500호)
- 신인동 갓바위 : 충청남도 아산시 신인동 141 소재(아산시 향토문화유산 제18호). 비석에는 갓쓴바위라고 적혀있다.[1]

## 같이 보기
- 제목에 "갓바위" 항목을 포함한 모든 문서

| Disambiguation icon | 이 문서는 명칭이 같고 같은 종류에 속하는 여러 대상을 연결하는 색인 문서입니다. |

1. ↑  김, 철진 (2013년 1월 13일). “아산시 신인동 갓쓴바위(갓바위)전설”. 《뉴스타운》. 주식회사 뉴스타운. 2023년 10월 13일에 확인함. ‘갓쓴바위’라 불렀다고 한다.